# Nút giao thông Yangjae
Nút giao thông Yangjae (Tiếng Hàn: 양재 나들목, 양재IC) còn được gọi là Yangjae IC là điểm giao cắt số 49 của Đường cao tốc Gyeongbu, nối liền Yangjae-dong và Wonji-dong, Seocho-gu, Seoul. Đây là điểm cuối của Đường cao tốc Gyeongbu và điểm đầu của Đường cao tốc đô thị Gyeongbu. Do tuyến đường cao tốc Gyeongbu được rút ngắn vào ngày 5 tháng 12 năm 2002, nút giao thông này đã trở thành điểm cuối của Đường cao tốc Gyeongbu.

## Lịch sử
Ban đầu, nút giao thông này không được xây dựng khi đoạn Seoul ~ Suwon của Đường cao tốc Gyeongbu được khai trương vào ngày 21 tháng 12 năm 1968. Vào ngày 3 tháng 9 năm 1971, một đường vào và một đường ra được xây dựng trên Đường cao tốc Gyeongbu để giải quyết vấn đề giao thông của cư dân Khu phức hợp Gwangju (nay là Thành phố Seongnam). Sau đó, khi các khu vực Gangnam và Seocho được phát triển, vào ngày 22 tháng 7 năm 1987, nút giao thông này sẽ được thành lập mới để giảm bớt sự bất tiện khi di chuyển đến Cầu Hannam. Việc xây dựng nút giao bắt đầu vào tháng 8 cùng năm và hoàn thành trước khi Yangjae-daero khai trương vào tháng 6 năm 1988.
- 3 tháng 9 năm 1971: Hoàn thành các đường vào và ra ở Seoul
- 22 tháng 7 năm 1987: Chính quyền thành phố Seoul thông báo xây dựng nút giao thông Yangjae.
- Tháng 8 năm 1987: Khởi công xây dựng nút giao
- Tháng 6 năm 1988: Hoàn thành xây dựng
- 29 tháng 3 năm 1991: Thông báo và thay đổi khu vực thành Nút giao thông Yangjae ở Yangjae-dong, Seocho-gu tại Quảng trường Giao thông Cơ sở Quy hoạch Đô thị Seoul[3]
- 7 tháng 5 năm 1999: Do việc xây dựng cải tiến nút giao cho đến tháng 12 năm 2002, đoạn 1,16 km giữa Yangjae-dong ~ Wonji-dong, Gangnam-gu, Seoul đã được đổi thành 1,36 km[4]
- 5 tháng 12 năm 2002: Đoạn nút giao thông Yangjae ~ Cầu Hannam của Đường cao tốc Gyeongbu được rút ngắn để trở thành điểm cuối của Đường cao tốc Gyeongbu.[5]
- 27 tháng 10 năm 2006: Do việc xây dựng cải tiến 1.143km của nút giao cho đến ngày 31 tháng 12 năm 2008, khu vực đường đã được thay đổi giữa Yangjae-dong ~ Wonji-dong, Seocho-gu, Seoul.[6]
- 15 tháng 7 năm 2013: Khai trương Nút giao thông Yangjae mới cùng với việc khai trương Yangjae-daero 12-gil[7]

## Lối vào nút giao thông
- Quốc lộ 47 (Yangjae-daero)
- Yangjae-daero 12-gil[8]
- Kết nối gián tiếp: Tuyến đường thành phố Seoul số 41 (Sử dụng Gangnam-daero, Heolleung-ro, Ngã tư Yeomgok[9])

## Cấu trúc
Đường cao tốc Gyeongbu và Đường cao tốc đô thị Gyeongbu đi qua Quốc lộ 47 và cấu trúc của đoạn đường nối có hình dạng cỏ ba lá cho phép đi theo mọi hướng. Một số đèn được lắp đặt đèn tín hiệu giao thông ở cuối Quốc lộ 47.
Một số cấu trúc đi qua Yeomgokcheon (Yeouicheon). Khi đi theo hướng Busan của Đường cao tốc Gyeongbu từ Yangjae-daero theo hướng Cầu Guri–Amsa, có thể đi thẳng vào Khu vực nghỉ ngơi của Quảng trường Hội nghị Seoul.

## Xung quanh nút giao thông
- Guryongsan
- ● Tuyến Shinbundang Ga Yangjae Citizen's Forest
- Cheonggyesan
- Khu nghỉ ngơi Quảng trường Hội nghị Seoul
- Công viên Tưởng niệm Seoul